# Беляєво (Липецька область)
Беляєво (рос. Беляево) — село в Усманському районі Липецької області Російської Федерації.
Населення становить 203  особи. Належить до муніципального утворення Студенська сільрада.

## Історія
З 13 червня 1934 до 1954 року у складі Воронезької області. Відтак входить до складу Липецької області.
Згідно із законом від 2 липня 2004 року №114-оз органом місцевого самоврядування є Студенська сільрада.

## Населення
| 1862 | 1880 | 1911  | 1926  | 1997 | 2008 | 2010 |
| ---- | ---- | ----- | ----- | ---- | ---- | ---- |
| 705  | ↗844 | ↗1395 | ↗1702 | ↘224 | ↘184 | ↗203 |
| 2011 |      |       |       |      |      |      |
| →203 |      |       |       |      |      |      |